# Nikola Rebić
Nikola Rebić (serb. Никола Ребић; ur. 22 stycznia 1995 w Belgradzie) – serbski koszykarz, występujący na pozycji rozgrywającego, aktualnie zawodnik Mitteldeutscher BC.

## Osiągnięcia
Stan na 18 kwietnia 2022, na podstawie, o ile nie zaznaczono inaczej.

### Drużynowe
- Mistrz:
  - Ligi Adriatyckiej (2015, 2016)
  - Serbii (2015, 2016)
- Wicemistrz:
  - Serbii (2014)
  - Czarnogóry (2019)
- Zdobywca Pucharu Serbii (2014, 2015)
- Uczestnik międzynarodowych rozgrywek:
  - Euroligi (2013–2016)
  - Eurocup (2014/2015, 2018/2019, 2020/2021)
  - Ligi Mistrzów (2016/2017)
  - VTB (2019/2020)

### Indywidualne
- Zaliczony do I składu turnieju Belgrad NIJT (2012, 2013)

### Reprezentacja
Seniorska
- Uczestnik kwalifikacji do Eurobasketu (2020)

Młodzieżowe
- Mistrz Europy U–20 (2015)
- Wicemistrz turnieju Alberta Schweitzera (2012)
- Brązowy medalista mistrzostw Europy:
  - U–20 (2014)
  - U–18 (2012)
- Uczestnik U–16 (2011 – 9. miejsce)
- Zaliczony do I składu mistrzostw Europy U–20 (2015)